# 잠수바다제비류
잠수바다제비류(영어: diving petrel)는 슴새목에 속하는 바다새 조류 분류군의 하나이다. ‘잠수바다제비과’(Pelecanoididae)의 유일한 속인 ‘잠수바다제비속’(Pelecanoides)의 5종을 포함하고 있다. 남반구의 바다에서 서식한다.

## 하위 종
- 페루잠수바다제비 (P. garnotii)
- 남방잠수바다제비 (P. georgicus)
- 마젤란잠수바다제비 (P. magellani)
- 쇠부리잠수바다제비 (P. urinatrix)
- 훼누아호우잠수바다제비 (P. whenuahouensis)